# Bandeira do Alabama

Bandeira do governador

A bandeira do Alabama foi adoptada pela Acta 383 da legislação do estado do Alabama a 16 de Fevereiro de 1895.
| “ | A bandeira do Estado do Alabama deve ser uma cruz de Santo André carmesim em campo de branco. As barras que formam a cruz não devem ser de menos de 6 polegadas de largura, e devem estender-se diagonalmente pelo bandeira de uma extremidade à outra. - (Code 1896, §3751; Code 1907, §2058; Code 1923, §2995; Code 1940, T. 55, §5.) | ” |

Embora a lei se refira a uma Cruz de Santo André (como na bandeira da Escócia), a bandeira é na verdade, mais parecida com a Cruz de São Patrício. Ambas, no entanto, são cruzes diagonais, denominadas em vexilologia por sautores.
Porque as barras têm de ter pelo menos seis polegadas (15.24 cm) de largura, pequenas representações da bandeira do Alabama não vão de encontro às especificações oficiais, e por isso não podem ser legalmente consideradas bandeiras do Alabama.

## Origem
Crê-se que o sautor carmesim da bandeira do Alabama foi desenhado para raiar o sautor azul da Bandeira de Guerra Confederada. A Bandeira de Guerra era quadrangular, e a bandeira do Alabama é por vezes representada como um quadrado. A legislação que criou a bandeira não especificou se a bandeira seria quadrada ou rectangular. Os autores de um artigo de 1917 na National Geographic Society escreveram que porque a bandeira do Alabama era baseada na Bandeira de Guerra, devia ser quadrada. Em 1987, o gabinete do Procurador Geral do Alabama Don Siegelman, emitiu um parecer no qual a derivação da Bandeira de Guerra é reincidente, mas concluiu que a forma correcta é rectangular, como tem sido reproduzida inúmeras vezes em publicações oficiais.
No entanto, o sautor da bandeira do Alabama também se assemelha a várias outras bandeiras. É idêntica à Bandeira de São Patrício incorporada na Bandeira da União do Reino Unido, para representar a união do Reino da Grã-Bretanha com o Reino da Irlanda. Isto deu azo a que outras teorias sobre a origem da bandeira surgissem.
Alguns creem que a sua origem deriva de uma simplificação da Bandeira Cruz de Borgonha, usada pelos espanhóis na Nova Espanha como bandeira militar. Um exemplo de que foi usada no que seria no futuro Alabama foi o uso pelo Regimiento de Infanteria de Luisiana que participou na Batalha de Mobile de 1781, num dos episódios da Guerra da Independência dos Estados Unidos da América.
Outra possibilidade reside nas bandeiras do 7º de Cavalaria do Alabama. Esse regimento, foi o único regimento do Alabama da Brigada de Rucker comandada pelo Coronel Edmund Rucker do Tennessee, subsequentemente Alabama, que se tornou num proeminente homem de negócios de Montgomery depois da guerra. As bandeiras da unidade da brigada eram de um fundo branco com um sautor vermelho que nem sempre se estendia aos cantos, e carregada com estrelas de cor escura sobre o sautor. A bandeira da Companhia F, 7º de Cavalaria do Alabama, está actualmente no Departamento de Arquivos e História do Alabama como parte da Colecção de Bandeiras do Período de guerra Civil do Alabama. Existe também uma bandeira, no modelo da Bandeira de Guerra, com um campo branco e uma cruz vermelha de canto a canto com treze estrelas sobre a cruz. A bandeira está agora numa colecção no leste dos Estados Unidos. Foi submetida a exames forenses para determinar a sua manufactura anterior a 1886. Foi também examinada pelo Sr. Howard Michael Madaus, autor de As Bandeiras de Guerra do Exército Confederado do Tennessee, perito Americano em Bandeiras Confederadas. Existe ainda, na Sociedeade Histórica de Chicago uma bandeira pertencente ao coleccionador do século XIX Charles Gunther, que é de um campo branco com uma cruz diagonal vermelha, e descrita como "Bandeira Estadual do Alabama 1861". Ver - As Bandeiras da Guerra Civil do Alabama de Glenn Dedmont.

## Bandeira de 1861
Em 11 de Janeiro de 1861, a Covenção da Secessão transmitiu uma resolução para desígnio de uma bandeira oficial. Desenhada por várias mulheres de Montgomery, os toques finais foram efectuados por Francis Corra de Montgomery. Um lado da bandeira apresentava a Deusa da Liberdade segurando uma espada desembainhada na mão direita, e na esquerda uma pequena bandeira azul com uma estrela dourada. Sobre a estrela figurava o texto "Alabama" em letras maiúsculas. Num arco sobre a figura estavam as palavras "Independente Hoje e Para Sempre". O reverso da bandeira tinha uma planta do algodão com uma cascavel enrolada. O texto em Latim "Noli Me Tangere", Não Me Toques, foi colocado sob a planta do algodão. Esta bandeira foi enviada ao Gabinete do Governador a 10 de Fevereiro de 1861. Devido a estragos causados por mau tempo, a bandeira não mais foi hasteada.